# Villa Candelaria Norte
Villa Candelaria Norte es una localidad situada en el departamento Río Seco, provincia de Córdoba, Argentina.
Se encuentra ubicada en el extremo noreste de la Provincia de Córdoba. Dista de la Ciudad de Córdoba en 220 km, y 56 km (hacia el este) de Villa de María de Río Seco. La localidad se encuentra próxima al límite con la provincia de Santiago del Estero.

Es conocida por ser sede del Festival de Doma y Folclore de Villa Candelaria que se realiza el domingo previo al feriado del 17 de agosto (día del fallecimiento del general San Martín).

## Galería de imágenes

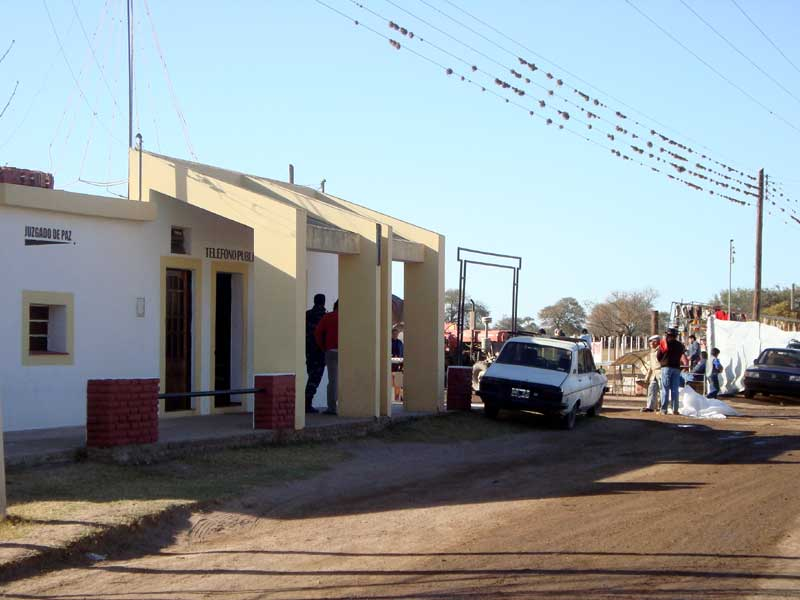
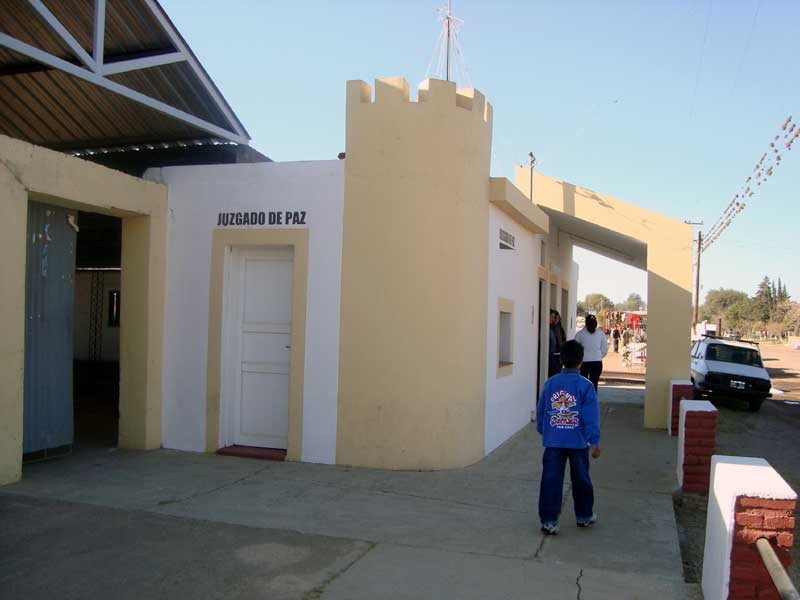
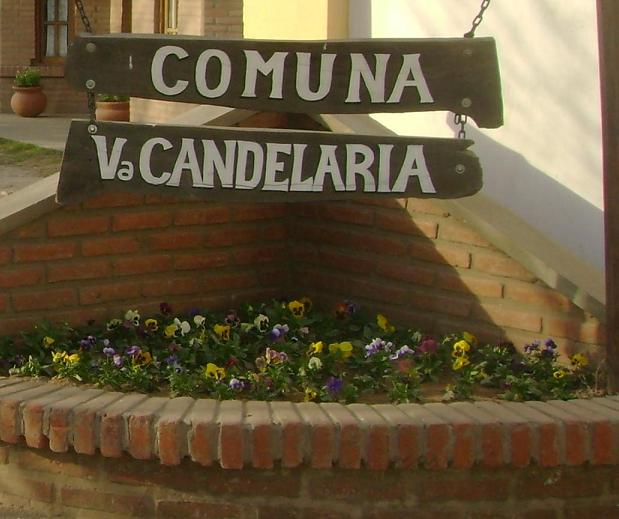

- Escuela primaria
- Jardín de infantes
- Escuela secundaria con albergue

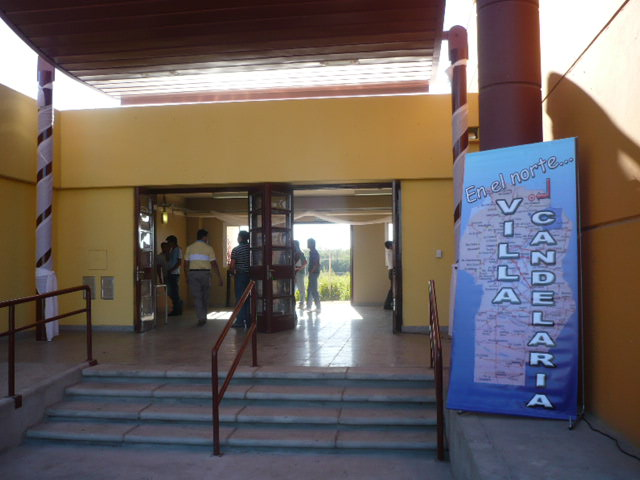
Edificio de Escuela Secundaria de Villa Candelaria Norte
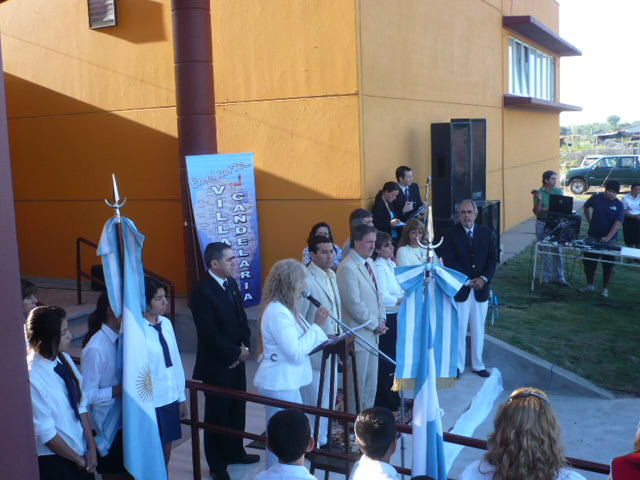

- Posta Policial
- Hospital Público Comunal
- Templo Católico

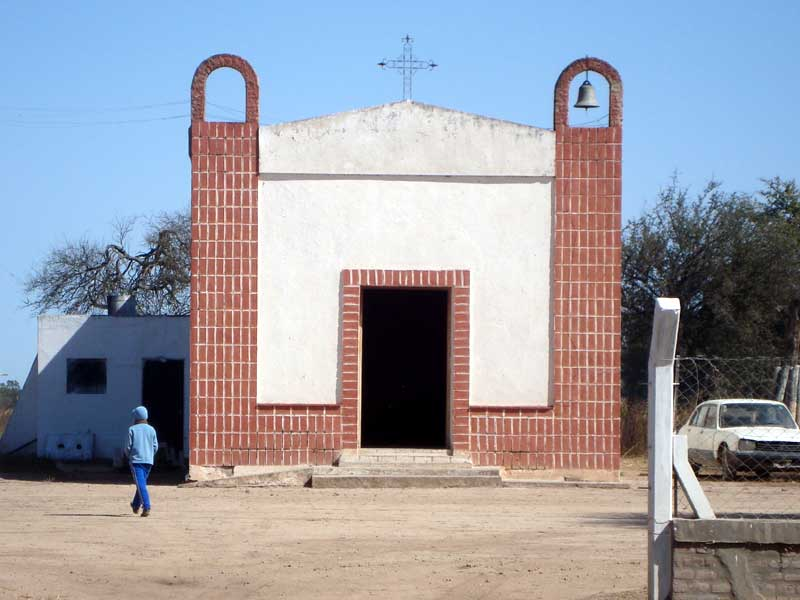
Iglesia Nuestra Señora de la Candelaria

- Estación de Servicio
- Panadería
- Club

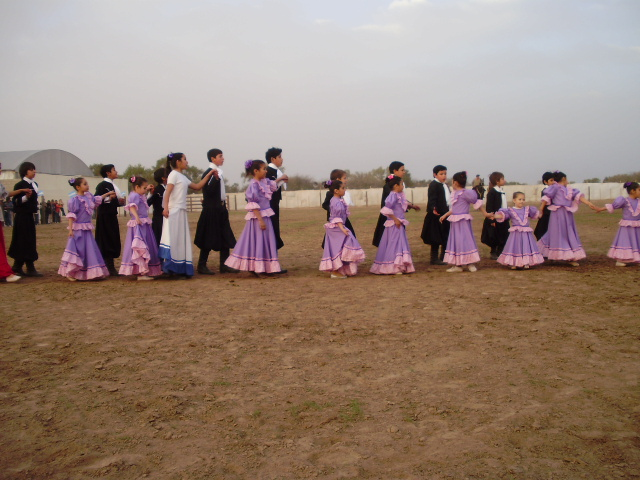
festival de doma y folclore de Villa Candelaria-academia local
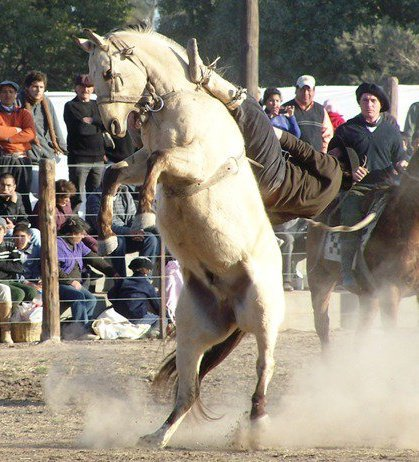
festival de doma y folclore de Villa Candelaria-agosto
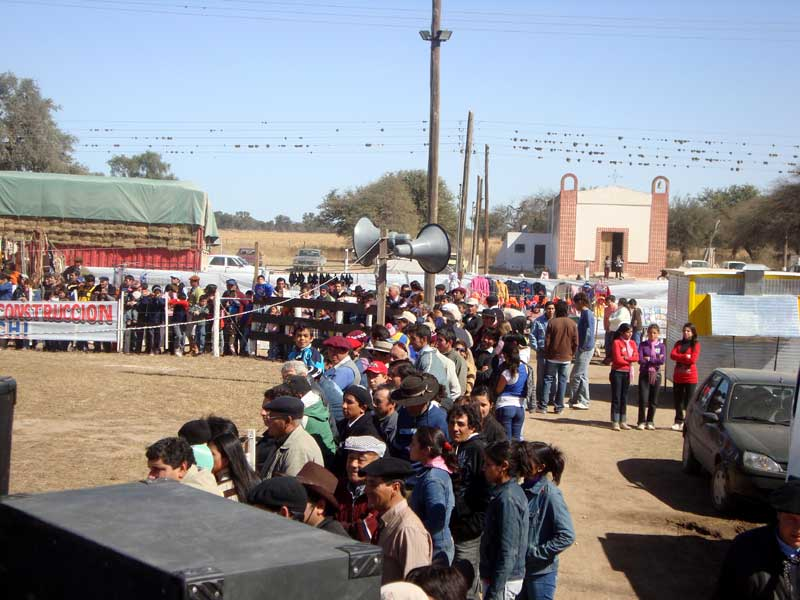
Festival de Doma y Folclore de Villa Candelaria.jpg
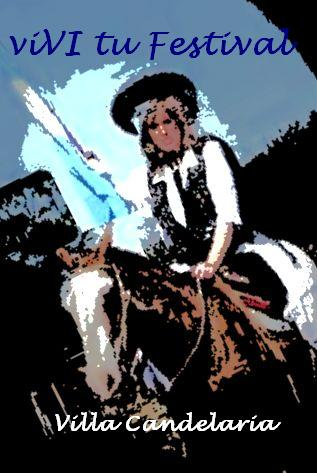
festival de doma y folclore de Villa Candelaria-agosto

## Historia
En tiempos prehispánicos los pueblos indígenas (probablemente de la cultura ayampitín) dejaron sus huellas al realizar fuertes con palos de pique, era un pueblo pre cerámico por lo que no quedaron huellas de trabajos en arcilla.
Sin embargo el asentamiento estable data del siglo XVII cuando los españoles construyeron postas en el tramo del Camino de las Tropas, una ruta militar que integraba el Camino Real con el Alto Perú (actual Bolivia) y el Bajo Perú (actual Perú) donde terminaba el Camino Real.
Esta vía de comunicación militar y comercial, de escala nacional, cobró notable trascendencia durante la Revolución de Mayo y los años posteriores durante la guerra de la Independencia, aunque parte de su recorrido ya era usado en tiempos de la administración colonial española como ruta secundaria. Su misión fue unir la ciudad de Buenos Aires con las provincias del Norte y con el Alto Perú, a través de una senda más directa, sin entrar en la ciudad de Córdoba. Penetraba en territorio provincial a la altura de Cruz Alta, pasando por los departamentos Tercero Arriba, Río Segundo, Río Primero, Tulumba y Río Seco.
Continuaba por jurisdicción santiagueña hasta el Fuerte de Abipones, para bordear el Río Dulce y empalmar más arriba con la ruta principal al Alto Perú. Recorría más de 150 leguas por terreno poco poblado, solo atravesado por ríos y arroyos, espesos montes, y un extenso paisaje de llanura pampeana que permitía el rápido desplazamiento de los ejércitos; evitando el paso por las serranías de Sumampa en la provincia de Santiago del Estero, y los bañados de la laguna Mar Chiquita, en Córdoba.
La fundación oficial de la administración comunal data de 1970.
Se creó como una comisión de fomento vecinal por iniciativa del juez de paz de entonces, llamado Candelario Suárez.
Esta localidad era inicialmente un paraje ubicado a la vera de un tramo del camino provincial (1 km de largo) en el que se había construido la iglesia, la posta policial, la escuela y el hospital.
Hasta la década del '90 se mantuvo esa distribución. Villa Candelaria solo tenía una calle. No había llegado la electricidad, ni el agua potable en red. Los vecinos disponían de un grupo electrogeno común que encendían dos horas por noche, y después prendían los faroles a gas o lámparas de kerosene. Utilizaban el agua de lluvia mediante sistema de aljibes.
A partir de 1993, por las gestiones de las autoridades comunales de entonces,(Silvia Zec y Gerónimo Celador) se concretan las obras de energía eléctrica, telefonía semipública, red de agua, compra de tierras, mensura, subdivisión, loteo, trazado de calles y creación de un barrio en el que se construyeron viviendas. Se logró la creación del nivel medio que funcionaba compartiendo el reducido espacio de la escuela primaria, posteriormente se realizó el actual edificio propio del secundario y albergue de alumnos.

## Geografía

### Ubicación
Se encuentra a la vera del Camino de las Tropas. El entorno posee naturalmente un ecotono entre la pampa húmeda y el Chaco austral en donde se encuentran parques de algarrobo blanco, algarrobo negro, chañar y mistol; aunque en la actualidad gran parte de la zona ha sido desmontada para el cultivo de soja y la expansión de la ganadería vacuna, ganadería que desplaza a la tradicional de caprinos.
La población se encuentra unos 220 km al norte de la ciudad de Córdoba y a 56 km al este de en la encrucijada de la RN9 (la cual en parte sigue la traza del antiguo Camino Real español) y la provincial 32.

### Clima
El clima es subtropical con características semejantes a las mediterráneas, pero la diferencia con el clima mediterráneo es que en Villa Candelaria la estación seca se da en invierno, no en verano. Según la clasificación Koppen es el clima Cwa (mesotérmico subtropical con invierno seco). Las temperaturas extremas registradas fueron de 49,1 °C de máxima (registrada el 2 de enero de 1920, la temperatura más alta registrada en la Historia de la Argentina) y –10,5 °C de mínima.
| Parámetros climáticos promedio de Villa Candelaria | Parámetros climáticos promedio de Villa Candelaria | Parámetros climáticos promedio de Villa Candelaria | Parámetros climáticos promedio de Villa Candelaria | Parámetros climáticos promedio de Villa Candelaria | Parámetros climáticos promedio de Villa Candelaria | Parámetros climáticos promedio de Villa Candelaria | Parámetros climáticos promedio de Villa Candelaria | Parámetros climáticos promedio de Villa Candelaria | Parámetros climáticos promedio de Villa Candelaria | Parámetros climáticos promedio de Villa Candelaria | Parámetros climáticos promedio de Villa Candelaria | Parámetros climáticos promedio de Villa Candelaria | Parámetros climáticos promedio de Villa Candelaria |
| Mes                                                | Ene.                                               | Feb.                                               | Mar.                                               | Abr.                                               | May.                                               | Jun.                                               | Jul.                                               | Ago.                                               | Sep.                                               | Oct.                                               | Nov.                                               | Dic.                                               | Anual                                              |
| -------------------------------------------------- | -------------------------------------------------- | -------------------------------------------------- | -------------------------------------------------- | -------------------------------------------------- | -------------------------------------------------- | -------------------------------------------------- | -------------------------------------------------- | -------------------------------------------------- | -------------------------------------------------- | -------------------------------------------------- | -------------------------------------------------- | -------------------------------------------------- | -------------------------------------------------- |
| Temp. máx. media (°C)                              | 32.0                                               | 30.0                                               | 28.0                                               | 24.5                                               | 21.5                                               | 18.8                                               | 18.7                                               | 21.6                                               | 23.3                                               | 27.7                                               | 29.3                                               | 31.3                                               | 25.5                                               |
| Temp. mín. media (°C)                              | 18.0                                               | 17.3                                               | 15.4                                               | 12.3                                               | 8.7                                                | 5.0                                                | 4.1                                                | 5.8                                                | 5.6                                                | 11.7                                               | 14.4                                               | 17.1                                               | 11.2                                               |
| Precipitación total (mm)                           | 156.2                                              | 157.0                                              | 128.3                                              | 83.0                                               | 23.4                                               | 5.5                                                | 23.1                                               | 11.4                                               | 37.4                                               | 53.9                                               | 88.1                                               | 122.5                                              | 889.8                                              |
| Fuente: SMN Argentina promedio 1981-1990           |                                                    |                                                    |                                                    |                                                    |                                                    |                                                    |                                                    |                                                    |                                                    |                                                    |                                                    |                                                    |                                                    |

Humedad relativa promedio anual: 72%

### Sismicidad
La sismicidad de la región de Córdoba es poco frecuente y de intensidad baja, y un silencio sísmico de terremotos medios a graves cada 30 años en áreas aleatorias. Sus últimas expresiones se produjeron:
- 22 de septiembre de 1908 (116 años), a las 17.00 UTC-3, con 6,5 Richter, escala de Mercalli VII; ubicación 30°30′0″S 64°30′0″O / -30.50000, -64.50000; profundidad: 100 km; produjo daños en Deán Funes, Cruz del Eje y Soto, provincia de Córdoba, y en el sur de las provincias de Santiago del Estero, La Rioja y Catamarca[3]
- 16 de enero de 1947 (78 años), a las 2.37 UTC-3, con una magnitud aproximadamente de 5,5 en la escala de Richter (terremoto de Córdoba de 1947)[2]
- 28 de marzo de 1955 (70 años), a las 6.20 UTC-3 con 6,9 Richter: además de la gravedad física del fenómeno se unió el desconocimiento absoluto de la población a estos eventos recurrentes (terremoto de Villa Giardino de 1955).
- 7 de septiembre de 2004 (20 años), a las 8.53 UTC-3 con 4,1 Richter
- 25 de diciembre de 2009 (15 años), a las 21.42 UTC-3 con 4,0 Richter

Área de:
- Media sismicidad con 5,5 Richter, hace 78 años, otro de mayor cimbronazo hace 116 años por el terremoto de Cruz del Eje 1908 con 6,5 Richter

## Economía y turismo
La principal actividad económica es la agricultura seguida por la ganadería, siendo el principal cultivo la soja.
La agricultura es una actividad que adquiere amplia relevancia a partir del segundo milenio, cuando se descubren bondades del suelo y clima capaz de aportar rindes en la cosecha de trigo y soja comparable con los que se obtenían en los campos de la pampa húmeda. Esto produjo un fuerte impacto, no solo en la economía local, sino también, en los aspectos socioculturales de la región.
Antes predominaban los montes vírgenes que las familias propietarias explotaban para la producción de leña y carbón en pequeña escala, intercalada esta actividad, con la cría de ganado caprino y ovino, elaboración de arropes, jaleas, artesanías en cueros, etc.
Los grandes capitales se vieron atraídos por estas tierras baratas tentando a los pobladores a venderlas y emigrar a las periferias de las ciudades cercanas.
inmensas extensiones quedan, entonces, en pocas manos, los espesos montes de quebrachos, breas y algarrobos pasaron a ser extensas áreas de soja y trigo.
La industria está estrechamente relacionada con el campo.
En marzo de 2008 gran parte de la economía se basa en las actividades agropecuarias derivadas de la siembra y cosecha de soja, así como de la ganadería vacuna; los bosquecillos naturales han sufrido recientemente una fuerte deforestación precisamente por la extensión de los cultivos sojeros, aunque existen aserraderos y carpinterías dedicados al trabajo de la madera de algarrobo (principalmente fabricación de muebles).
El turismo se desarrolla indirectamente, por ser vía de acceso al apreciado puente sobre el Río Dulce llamado Paso de la Cina, conocido y valorado por las amantes de la pesca, ubicado en el paraje rural santiagueño del mismo nombre.
Se cuenta con una iglesia dedicada a la Virgen de la Candelaria.
Unos 20 km al oeste de la población se ubica la Estación ferroviaria de Eufrasio Loza que sirve para la salida de las producciones regionales.
Unos 85 km al sudoeste de Villa María del Río Seco se encuentra el parque arqueológico Cerro Colorado, sitio que fuera sagrado para las antiguas poblaciones prehispánicas, y donde viviera y yacen los restos del cantautor folclórico pergaminense Atahualpa Yupanqui (1908-1992).